# Пилипенко Віталій Валентинович
Віта́лій Валенти́нович Пилипéнко (19 лютого 1974 — 16 травня 2022) — старший сержант Збройних сил України, розвідник 81-ї аеромобільно-десантної бригади (81 ОАеМБр), депутат Дружківської міської ради 2020 року скликання. Повний кавалер ордена «За мужність».

## Життєпис до російської агресії
Народився 19 лютого 1974 в місті Соснівці Червоноградського району Львівської області. Відслужив строкову службу в ЗСУ на Західній України на початку 1990-х років. Працював на шахті в Червонограді. Згодом переїхав до Ізраїлю.

## Участь у війні на Сході України
Після початку російського вторгнення в Україну 2014 Віталій Пилипенко повернувся з Ізраїлю, щоб боронити Україну. Ключовою для цього рішення стала загибель його двоюрідного брата у складі ЗСУ під час обстрілу Збройними Силами РФ української військової колони 11 липня 2014. У військкоматі Пилипенку відмовили у призові, пославшись на його вік (40 років), і той вступив до добровольчого підрозділу УНА-УНСО, що незабаром увійшов до 54-го окремого розвідувального батальйону, а звідти його відібрали до розвідувальної роти 81 ОАеМБр ЗСУ.
З 13 січня 2015 Пилипенко брав участь у боях за Донецький аеропорт, зокрема за метеорологічну вежу. У березні 2015 зазнав поранення — куля пробила лопатку, ключицю й вибила зуби. Провів три місяці у шпиталі й повернувся до військової служби у 81 ОАеМБр.
Воював під Зайцевим і Новгородським. З березня 2016 брав участь у боях за Авдіївку як командир взводу розвідників. 31 березня 2016 підірвався на міні, захованій у дитячій куртці в завалах будинку. Під час реабілітації в лікарні імені Мечникова за ним доглядала волонтерка з Дружківки Ярослава, з якою вони згодом жили подружжям, внаслідок чого він пов'язав решту життя з Дружківкою.

## Діяльність у Дружківці
На місцевих виборах в Україні у жовтні 2020 Віталія Пилипенка обрали одним з трьох депутатів від «Голосу» до дружківської міської ради. Як депутату йому не раз вдавалося домогтися змін рішень проросійської партії ОПЗЖ, що мала монобільшсть у раді. На Донеччині Віталій Пилипенко брав участь у вишколах добровольців інструктором з тактики бою.

## Участь у війні в 2022 і загибель
Після початку повномасштабного російського вторгнення 24 лютого 2022 Віталій Пилипенко повернувся до 81 ОАеМБр на посаду розвідника. Під час виконання бойового завдання навесні 2022 Пилипенко загинув. Віднайти й повернути тіло для поховання стало можливим завдяки пошуковій місії фонду «Чорний тюльпан».

## Нагороди
- Орден «За мужність» I ст. (13 квітня 2023, посмертно) — за особисту мужність, виявлену у захисті державного суверенітету та територіальної цілісності України, самовіддане виконання військового обов'язку[6]
- Орден «За мужність» II ст. (23 лютого 2023, посмертно) — за особисту мужність і самовідданість, виявлені у захисті державного суверенітету та територіальної цілісності України, вірність військовій присязі[7]
- Орден «За мужність» III ст. (12 жовтня 2016) — за вагомий особистий внесок у зміцнення обороноздатності Української держави, мужність, самовідданість і високий професіоналізм, виявлені під час бойових дій та при виконанні службових обов'язків[8]